# 11 ventôse
11 pluviôse 11 germinal
Le primidi 11 ventôse, officiellement dénommé jour du narcisse, est le 161e jour de l'année du calendrier républicain.
C'était généralement le 1re jour du mois de mars dans le calendrier grégorien.